# Miroslav Rys
Miroslav Rys (Kladno, 17 agosto 1932 – 2020) è stato un hockeista su ghiaccio e calciatore cecoslovacco, soprannominato Čužák.

## Biografia
Era nato a Kladno da padre croato, riuscì a competere ai massimi livelli sia come calciatore che come hockeista su ghiaccio. Anche i fratelli Karel e Lubomír furono hockeisti su ghiaccio ad alto livello.
In patria si sposò con Daniela ed ebbe due figli: Miro, che divenne anch'egli calciatore, e Roman. Con la famiglia si trasferì a Cicero nell'Illinois, dove esisteva una grande comunità ceca, dopo l'Invasione della Cecoslovacchia da parte del Patto di Varsavia, poiché Miroslav si era molto esposto contro l'occupazione sovietica. Approfittando della sua ascendenza croata, riuscì ad ottenere il permesso con la famiglia di andare a trovare i parenti in Jugoslavia e da lì poi a passare in Austria e nel novembre 1968 a giungere negli USA. 
Negli Stati Uniti trovò lavoro nella Western Electric che poi perse nel 1976. Il figlio maggiore Miro morì in un incidente d'auto mentre era in Germania per effettuare dei provini, mentre il secondogenito morì nel 1984 in una sparatoria tra bande a Chicago. Gestì le attività dello Sparta sino al 1994 oltrte che quelle di un ristorante.
Dopo la rivoluzione di velluto, nel 1994 ritornò con la moglie in patria, dove morirà nel 2020.

## Carriera

### Hockey

#### Club
Inizia la carriera nella sua città di origine, Kladno, per poi passare al Bratislava e poi alla Stella Rossa Brno, con cui vinse il campionato cecoslovacco nel 1955. Ritornato al Kladno, vinse un altro campionato nel 1959 sotto la guida di Vlastimil Sýkora.

#### Nazionale
Vlastimil Sýkora lo volle nella rosa della nazionale cecoslovacca per i mondiali del 1959, che si svolsero proprio in Cecoslovacchia. Rys giocò due incontri, contro i futuri campioni del Canada e contro la Finlandia, raggiungendo con i suoi il terzo posto finale.

### Calcio

#### Caratteristiche tecniche
Di ruolo difensore e centrocampista, era un giocatore completo e molto combattivo.

#### Club
In patria ha giocato esclusivamente per il Kladno, che in quei anni cambiò più volte nome, disputando 190 incontri e segnando 18 reti. Ottenne come migliori piazzamenti due sesti posti nelle stagioni 1955 e 1956, oltre a vincere un campionato cadetto nel 1960. 
Con il club di Kladno giocò anche alcuni incontri nelle competizioni europee per club, raggiungendo tra l'altro la semifinale della Coppa Mitropa 1961, persa contro i futuri campioni del Bologna.
Nel 1965, trentaduenne, si ritirò dall'attività agonistica che riprese poi quando si trasferì negli Stati Uniti d'America. A Chicago infatti militò e poi allenò i Chicago Sparta, squadra che rappresentava la locale comunità ceca. Nello Sparta giocò e allenò il figlio Miro. Lasciò il calcio poco dopo la morte del figlio Miro, restando comunque legato al club come presidente.

## Palmarès

### Hockey
- Campionato cecoslovacco: 2

Stella Rossa Brno: 1954-1955
Kladno: 1958-1959

### Calcio
- Skupina A: 1

Kladno: 1959-1960